# Kostel Krista Krále (Košice)
Kostel Krista Krále je dominikánský kostel v areálu Gymnázia svatého Tomáše Akvinského v košické městské části Staré mesto.

## Historie
Kostel byl postaven na konci existence první Československé republiky na nádvoří areálu budov z 19. století. V letech 1936-1938 probíhala vlastní stavba, kterou prováděla firma ing. Alois Novák podle projektu českého architekta Rudolfa Brebty.
Jednolodní kostel má jednoduché a střízlivé funkcionalistické tvary, loď obdélníkového půdorysu je orientována ve směru východ-západ. Kostel je poměrně krátký s pravoúhlým závěrem a na severu je propojen s východním křídlem budovy v Mojžíšově ulici 8 oratoří v přízemí a galerií v patře. V jižní části kostela se nachází sakristie začleněná do půdorysu v obou podlažích. Do patra sakristie, z něhož se vystupuje na kazatelnu, vede dvouramenné pravotočivé schodiště.
Budova patří sestrám třetího řádu svatého Dominika. Kostel byl vysvěcen v roce 1938 bezprostředně po svém dokončení. V té době zde také fungovalo nové církevní dívčí reálné gymnázium sester dominikánek (nyní Gymnázium sv. Tomáše Akvinského). Celý roh Moyzesovy a Zbrojničné ulice tvořil souvislý dominikánský areál, který se nacházel v severozápadní části košické městské památkové rezervace, těsně mimo středověké jádro města.